# British Home Championship 1888
Navigation
Édition précédente Édition suivante
Le British Home Championship 1887-1888 est la cinquième saison du British Home Championship, la compétition de football regroupant les nations constitutives du Royaume-Uni, l'Angleterre, l'Écosse, l'Irlande et le pays de Galles. 
Pour la première fois dans la compétition l'Écosse ne remporte pas la compétition. Elle subit en effet sa première défaite dans l'épreuve contre l'Angleterre sur un cinglant 5-0 encaissé à domicile à Hampden Park.
L'Angleterre reporte pour la première fois la compétition avec trois victoires en autant de rencontres.
La compétition est aussi le théâtre d'un record offensif avec 46 buts marqués en 6 matchs. L'Irlande en encaisse un record de 26 avec notamment deux défaites par plus de huit buts d'écart : un 11-0 contre le pays de Galles et un 10-2 contre l'Angleterre.

## Organisation
Chaque équipe rencontre les trois autres. Les matchs sont disputés dans le stade choisi par la nation qui s'est déplacée lors de leur dernière opposition. Une victoire fait gagner deux points, un match nul, un.

## Compétition

### Classement
| Rang | Équipe         | Pts | J | G | N | P | Bp | Bc | Diff |
| ---- | -------------- | --- | - | - | - | - | -- | -- | ---- |
| 1    | Angleterre     | 6   | 3 | 3 | 0 | 0 | 15 | 2  | +13  |
| 2    | Écosse         | 4   | 3 | 2 | 0 | 1 | 18 | 8  | +10  |
| 3    | Pays de Galles | 2   | 3 | 1 | 0 | 2 | 13 | 10 | +3   |
| 4    | Irlande        | 0   | 3 | 0 | 0 | 3 | 3  | 26 | -23  |

### Matchs
| 4 février 1888 | Angleterre                                                         | 5-1   | Pays de Galles | Alexandra Recreation Ground, Crewe                      |                                                         |
|                | Fred Dewhurst · George Woodhall · Tinsley Lindley · Johnny Goodall | (1-1) | Jack Doughty   | Spectateurs : 6 000 Arbitrage : John Sinclair (Irlande) | Spectateurs : 6 000 Arbitrage : John Sinclair (Irlande) |

| 3 mars 1888 | Pays de Galles                                                                   | 11-0 | Irlande | Racecourse Ground, Wrexham |
|             | Jack Doughty · Roger Doughty · Gwynne Howell · Job Wilding · William Pryce-Jones |      |         |                            |

| 10 mars 1888 | Écosse                                                                         | 5-1   | Pays de Galles   | Hibernian Park, Édimbourg                                       |                                                                 |
|              | William Paul 6e · Neil Munro 30e · Alexander Latta 33e 75e · Willie Groves 65e | (3-1) | Jack Doughty 41e | Spectateurs : 8 000 Arbitrage : John Charles Clegg (Angleterre) | Spectateurs : 8 000 Arbitrage : John Charles Clegg (Angleterre) |

| 17 mars 1888 | Écosse | 0-5   | Angleterre                                                                             | Hampden Park, Glasgow                                    |                                                          |
|              |        | (0-4) | Tinsley Lindley 32e · Dennis Hodgetts 34e · Fred Dewhurst 40e 49e · Johnny Goodall 43e | Spectateurs : 10 000 Arbitrage : John Sinclair (Irlande) | Spectateurs : 10 000 Arbitrage : John Sinclair (Irlande) |

| 24 mars 1888 | Irlande                | 2-10  | Écosse | Oldpark Avenue, Belfast                                 |                                                         |
|              | William Dalton 18e 24e | (2-6) | Geordie Dewar 5e · William Dickson 8e 33e 40e 45e · Thomas Breckenridge 15e · Ralph Aitken 30e · Neil McCallum 53e · Robert Wilson 77e (csc) · Allan Stewart 83e | Spectateurs : 5 000 Arbitrage : Robert Parlane (Écosse) | Spectateurs : 5 000 Arbitrage : Robert Parlane (Écosse) |

| 7 avril 1888 | Irlande     | 1-5   | Angleterre                                     | Ulster Cricket Ground, Belfast                             |                                                            |
|              | Billy Crone | (1-3) | Albert Allen · Fred Dewhurst · Tinsley Lindley | Spectateurs : 7 000 Arbitrage : James E. McKillop (Écosse) | Spectateurs : 7 000 Arbitrage : James E. McKillop (Écosse) |